# Ефим Зелманов
Ефим Зелманов (на руски: Ефи́м Исаа́кович Зе́льманов) е руски математик, изследовател на комбинаторни проблеми в неасоциативната алгебра и теорията на групите. Носител е на Филдсов медал (1994).

## Биография
Роден е в еврейско семейство в Хабаровск. През 1977 г. завършва с магистърска степен Механико-математическия факултет на Новосибирския държавен университет. 3 години по-късно защитава докторска дисертация в същия университет, където негови научни ръководители са Анатолий Ширшов и Леонид Бокут.